# Reinhard Jirgl

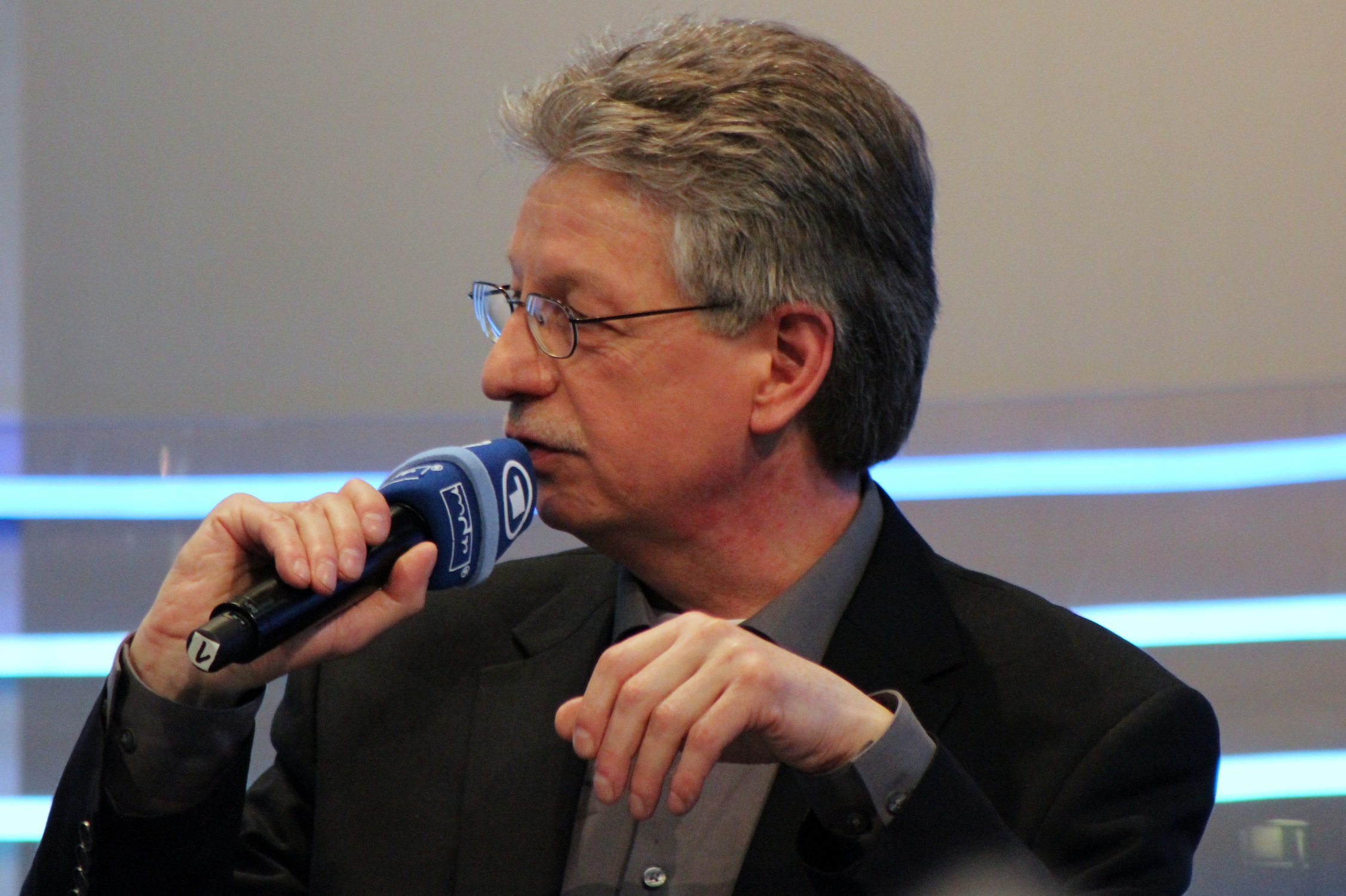
Reinhard Jirgl (2013, autor: Heike Huslage-Koch)

Reinhard Jirgl (* 16. ledna 1953, východní Berlín) je německý spisovatel. V roce 2010 se stal laureátem ceny Georga Büchnera za svoje dosavadní literární dílo, v kterém, dle poroty, nechává promlouvat dávno zapomenutý čas.

## Biografie
Narodil se v Berlíně, avšak vyrůstal u svých prarodičů v Salzwedelu. Vyučil se elektromechanikem a následně při práci složil maturitu. Posléze se roku 1971 přihlásil ke studiu elektroniky na Humboldtově univerzitě v Berlíně, kde obdržel titul inženýra. Od roku 1996 žije již jako autor na volné noze.

### Přehled děl v originále (výběr)
- Oben das Feuer, unten der Berg: Roman.[8] München: Carl Hanser Verlag, 2016. 288 S.
- Nichts von euch auf Erden: Roman. München: Carl Hanser Verlag, 2013. 512 S.
- Mutter Vater Roman. München: Carl Hanser Verlag, 2012. 440 S.
- Die Stille: Roman. München: Carl Hanser Verlag, 2009. 533 S.
- Land und Beute: Aufsätze aus den Jahren 1996 bis 2006. München: Carl Hanser Verlag, 2008. 252 S.
- Abtrünnig: Roman aus einer nervösen Zeit. München: Carl Hanser Verlag, 2005. 544 S.
- Die Unvollendeten: Roman. München: Carl Hanser Verlag, 2003. 256 S.
- Genealogie des Tötens: Trilogie.[9] München: Carl Hanser Verlag, 2002. 835 S.
  - Klitaemnestra Hermafrodit & »Mamma Pappa Tsombi«
  - MER – Insel der Ordnung
  - Kaffer. Nachrichten aus dem zerstörten=Leben
- Die atlantische Mauer: Roman. München: Carl Hanser Verlag, 2000. 470 S.
- Hundsnächte (1997)
- Abschied von den Feinden (1995)

### Ostatní
- Gewitterlicht: Erzählung. Das poetische Vermögen des alphanumerischen Codes in der Prosa.[10] 1. vyd. Hannover: Revonnah Verlag. 88 S.